# Ginés García Millán
Ginés García Millán (Puerto Lumbreras, Murcia, 10 de septiembre de 1964) es un actor español que ha combinado el teatro, el cine y la televisión.

## Biografía
Ginés García Millán pasó sus primeros años en el hotel que dirigían sus padres en su localidad natal llamado Hotel Salas.
También, antes de centrarse en la interpretación, jugó como portero en las categorías juveniles del Murcia y llegó a ser un notable portero del Valladolid Juvenil y del Promesas. Después de su carrera como futbolista, se trasladó a Madrid a aprender el oficio de actor, su verdadera vocación, en la Escuela de Arte Dramático de Madrid. No tardó en destacar entre los integrantes de su promoción  y, por ello, una vez finalizado su trabajo en la escuela, Miguel Narros, uno de sus profesores, le brindó la oportunidad de debutar en el Teatro Español. Con este paso se inició su gran carrera teatral. 
En 1996 realizó su primer papel en la gran pantalla con Tabarka, y a pesar de sus actuaciones en el cine en películas como Mensaka, El año del diluvio, Pasos o 23-F, ha cosechado sus mayores éxitos, sobre todo, en la televisión. Su trabajo en este medio comenzó a principios de los 90 y ha participado en  series como Todos los hombres sois iguales, Matrimonio con hijos, Herederos, Amar en tiempos revueltos o Adolfo Suárez.
Más recientes son sus papeles en la serie de TVE Isabel, en la que realiza el papel del villano Pacheco, su participación en la serie de Antena 3, Velvet o su papel en la película Felices 140.
Fruto de su primer matrimonio, tiene dos hijos, María y Alberto. Actualmente sale con una productora de la empresa DiagonalTV, de nombre Montse.

## Televisión

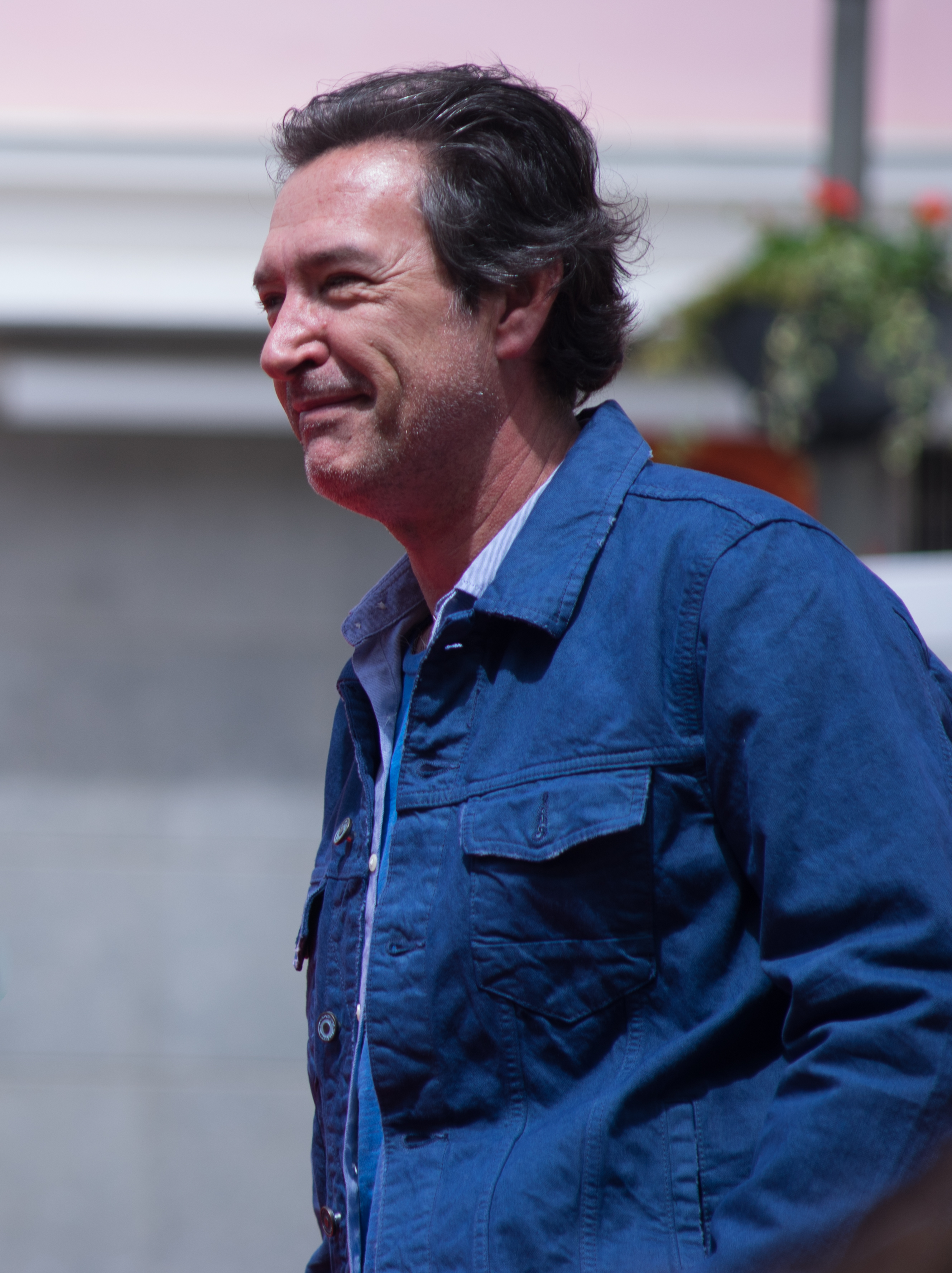
Festival Cine de Málaga 2016

| Año           | Serie                                     | Personaje                | Canal                   | Notas        |
| ------------- | ----------------------------------------- | ------------------------ | ----------------------- | ------------ |
| 1995          | Curro Jiménez: El regreso de una leyenda  | Teniente Manuel Tabeira  | La 1 (TVE)              | 1 episodio   |
| 1995          | Nazca                                     | Diego                    | La 1 (TVE)              | 16 episodios |
| 1995          | Médico de familia                         | Andrés                   | Telecinco               | 1 episodio   |
| 1996-1997     | Todos los hombres sois iguales            | Eduardo                  | Telecinco               | 16 episodios |
| 1997          | La banda de Pérez                         |                          | La 1 (TVE)              | 1 episodio   |
| 1998-2002     | Periodistas                               | Álvaro Torres            | Telecinco               | 38 episodios |
| 1999          | A las once en casa                        |                          | La 1 (TVE)              | 1 episodio   |
| 2000          | Raquel busca su sitio                     |                          | La 1 (TVE)              | 1 episodio   |
| 2000          | Policías, en el corazón de la calle       | Dog Killer               | Antena 3                | 1 episodio   |
| 2000          | El comisario                              | Jorge                    | Telecinco               | 1 episodio   |
| 2000          | Robles, investigador                      |                          | La 1 (TVE)              | 1 episodio   |
| 2003          | Un lugar en el mundo                      | Julio                    | Antena 3                | 13 episodios |
| 2004          | Siete vidas                               | Alberto                  | Telecinco               | 1 episodio   |
| 2005          | Motivos personales                        | Fernando Acosta          | Telecinco               | 27 episodios |
| 2006          | Fuera de control                          |                          | La 1 (TVE)              | 1 episodio   |
| 2006-2007     | Matrimonio con hijos                      | Fran                     | Cuatro                  | 33 episodios |
| 2007-2009     | Herederos                                 | Bernardo Sánchez         | La 1 (TVE)              | 36 episodios |
| 2009-2010     | La Señora                                 | Alonso de Castro         | La 1 (TVE)              | 6 episodios  |
| 2010          | Adolfo Suárez, el presidente              | Adolfo Suárez            | Antena 3                | 2 episodios  |
| 2010          | Amar en tiempos revueltos: Altra Traición | Patrick Turner           | La 1 (TVE)              | 2 episodios  |
| 2011          | Tres días de abril                        | Alfonso XIII             | La 1 (TVE)              | Sin Emisión  |
| 2011-2013     | Isabel                                    | Juan Pacheco             | La 1 (TVE)              | 14 episodios |
| 2013          | Frágiles                                  | Mario                    | Telecinco               | 8 episodios  |
| 2014          | Cuéntame cómo pasó                        | Lucas                    | La 1 (TVE)              | 4 episodios  |
| 2015          | Velvet                                    | Esteban Márquez          | Antena 3                | 12 episodios |
| 2018          | La verdad                                 | Fernando García          | Telecinco               | 16 episodios |
| 2018          | La catedral del mar                       | Grau Puig                | Antena 3                | 6 episodios  |
| 2018          | Félix                                     | Mario                    | Movistar+               | 6 episodios  |
| 2019          | Matadero                                  | Pascual                  | Antena 3                | 10 episodios |
| 2020          | El Cid                                    | Rey Ramiro de Navarra    | Prime Video             | 4 episodios  |
| 2020          | White Lines                               | Rafael                   | Netflix                 | 4 episodios  |
| 2021          | Libertad                                  | Pedro                    | Movistar+               | 2 episodios  |
| 2021-2022     | ¿Quién mató a Sara?                       | César Lazcano            | Netflix                 | 25 episodios |
| 2022          | La novia gitana                           | Comisario Manuel Rentero | Atresplayer             | 8 episodios  |
| 2023          | La red púrpura                            | Comisario Manuel Rentero | Atresplayer             | 8 episodios  |
| 2024          | Serrines, madera de actor                 | Jesús Montalvo           | Prime Video / Telecinco | 3 episodios  |
| 2024          | La sombra de la tierra                    | Laislao                  | Atresplayer             | 1 episodio   |
| 2024-presente | Una vida menos en Canarias                | Luis Lacasa              | Atresplayer             | ¿? episodios |

## Teatro
- Luces de bohemia (2024) de Ramón María del Valle-Inclán. Teatro Español. Dirección: Eduardo Vasco
- Amistad, de Juan Mayorga en Naves del Español (2023)  Dirección: José Luis García-Pérez.
- Don Juan en Alcalá, en Alcalá de Henares (2015)  Dirección: Eduardo Vasco.
- Jugadores de Pau Miró en Teatro Canal de Madrid y gira por toda España (2013-2014)
- Kathie y el hipopótamo de Mario Vargas Llosa con Ana Belén en el Teatro Español de Madrid. (2013-2014) Dirección: Magüi Mira.
- Los hijos se han dormido (2012) Dirección: Daniel Veronese[6]
- Glengarry Glen Ross (2009). Teatro Español Dirección: Daniel Veronese.
- Mujeres soñaron caballos CDN Dirección: Daniel Veronese (2007).
- Coriolano (2005). Dirección: Helena Pimenta.
- Hamlet (2004). Dirección: Eduardo Vasco.
- Don Juan Tenorio Teatro de la Comedia (2000) Dirección: Eduardo Vasco.
- Los vivos y los muertos CDN 2000) Dirección: Ignacio García May.
- La Fundación (1998), de Antonio Buero Vallejo Dirección: Juan Carlos Pérez de la Fuente[7]
- El rey Lear (1997-1998). Dirección: Miguel Narros.
- El enfermo imaginario (Molière) (1997).
- Corazón de cine (1995) Dirección: Ignacio García May.
- Boca de Cowboy de Sam Shepard (1993) (Cuarta pared)
- Así que pasen cinco años (1989) Teatro Español. Dirección: Miguel Narros.
- Chantecler (1998) Edmond Rostand.
- ¡Hamlet! (1998) Dirección: Ignacio García May.

## Filmografía
| Año  | Película                             | Personaje          | Director                        |
| ---- | ------------------------------------ | ------------------ | ------------------------------- |
| 2024 | Adiós (cortometraje)                 | Pedro              | José Prats                      |
| 2023 | La novia de América                  | Pepe               | Alfonso Albacete                |
| 2022 | La manzana de oro                    | Carlos Luis        | Jaime Chávarri                  |
| 2022 | El comensal                          | Fernando           | Ángeles González Sinde          |
| 2021 | Mute (cortometraje)                  | Padre              | Pepe Siscar                     |
| 2021 | Libertad                             | Pedro              | Enrique Urbizu                  |
| 2020 | La maldición del guapo               | Diego              | Beda Docampo Feijóo             |
| 2019 | El asesino de los caprichos          | Eduardo Gil        | Gerardo Herrero                 |
| 2017 | Regreso al horizonte                 | Álvaro             | Chumilla-Carbajosa              |
| 2017 | Dichoso Aquel (cortometraje)         | Actor 1            | María Guerra                    |
| 2017 | No podemos seguir así (cortometraje) | Actor emir         | María Guerra                    |
| 2016 | La punta del iceberg                 | Marcelo Miralles   | David Cánovas                   |
| 2016 | Vulcania                             | Adam               | José Skaf                       |
| 2015 | Felices 140                          | Mario              | Gracia Querejeta                |
| 2015 | Entre el cielo y el mar              | Álvaro             | Chumilla Carbajosa              |
| 2014 | María Montez: La película            | Isidoro Gracia     | Isidoro Gracia                  |
| 2014 | Isabel. La Reina                     | Juan Pacheco       | Félix Llorente                  |
| 2013 | Cinco de mayo: La batalla            | General Prim       | Rafa Lara                       |
| 2013 | Amor en su punto                     | Fernando de Sancha | Dominic Harari, Teresa Pelegrí  |
| 2012 | Don Enrique de Guzmán (cortometraje) | Don Enrique        | Arantxa Echevarría              |
| 2011 | 23-F: la película                    | Adolfo Suárez      | Chema de la Peña                |
| 2011 | Meine Liebe (cortometraje)           | Mario              | Laura Pousa y Ricardo Steinberg |
| 2010 | The Unmaking of (o cómo no se hizo)  |                    | Chumilla Carbajosa              |
| 2008 | Estocolmo (cortometraje)             | José Luis          | Miguel Larraya                  |
| 2007 | Canciones de amor en Lolita's Club   |                    | Vicente Aranda                  |
| 2007 | Hotel Tívoli                         | Daniel             | Antón Reixa                     |
| 2005 | Pasos                                | Francisco          | Federico Luppi                  |
| 2005 | Reinas                               | Nestor             | Manuel Gómez Pereira            |
| 2005 | Amor en defensa propia               | Basilio            | Rafa Russo                      |
| 2005 | Diario de un skin                    | Jaime Gullón       | Jacobo Rispa                    |
| 2005 | Morir, dormir, soñar (cortometraje)  | Rafa               | Miguel del Arco                 |
| 2005 | Manchas (cortometraje)               | El                 | Jorge Torregrossa               |
| 2005 | 100 maneras de acabar con el amor    | Danielo            | Vicente Pérez Herrero           |
| 2004 | Iris                                 | Óscar              | Rosa Vergés                     |
| 2004 | Escuela de seducción                 | Marcos             | Javier Balaguer                 |
| 2004 | El año del diluvio                   | Balaguer           | Jaime Chávarri                  |
| 2003 | Carmen                               | Tempranillo        | Vicente Aranda                  |
| 2003 | Don Juan Itinerante                  | Don Juan           | Eduardo Vasco                   |
| 2003 | Palos de ciego amor (cortometraje)   | Carlos             | Miguel del Arco                 |
| 2002 | El regalo de Silvia                  | Román              | Dionisio Pérez Galindo          |
| 2002 | Perdidos (cortometraje)              | Fidel              | Humberto Miró                   |
| 2002 | Flores (cortometraje)                | Ernesto            | David Ilundain                  |
| 2001 | Sólo mía                             | Hermano de Ángela  | Javier Balaguer                 |
| 2000 | Gitano                               | El Peque           | Manuel Palacios                 |
| 1999 | Entre las piernas                    | Camarero bar       | Manuel Gómez Pereira            |
| 1998 | Mensaka, páginas de una historia     | Ramón              | Salvador García Ruiz            |
| 1998 | Insomnio                             | Adrián             | Chus Gutiérrez                  |
| 1997 | Retrato de mujer con hombre al fondo | Andrés             | Manane Rodríguez                |
| 1997 | Mamá es boba                         | Enrique Rebarrero  | Santiago Lorenzo                |
| 1996 | Tabarka                              | Juan               | Domingo Rodes                   |
| 1996 | La vida privada                      | Cristalero         | Vicente Pérez Herrero           |
| 1995 | Felicidades Tovarich                 | Carlos             | Antón Eceiza                    |
| 1992 | El infierno prometido                | Otelo              | Juan Manuel Chumilla            |

## Premios y nominaciones

### Premios de la Unión de Actores
| Año  | Categoría                              | Serie/Película/Obra de teatro | Resultado |
| ---- | -------------------------------------- | ----------------------------- | --------- |
| 2012 | Mejor actor protagonista de televisión | Isabel                        | Nominado  |
| 2011 | Mejor actor reparto de cine            | 23-F: la película             | Nominado  |
| 2011 | Mejor actor secundario de teatro       | Glengarry Glen Ross           | Ganador   |
| 2007 | Mejor actor secundario de televisión   | Herederos                     | Ganador   |
| 2000 | Mejor actor protagonista               | Don Juan Tenorio              | Nominado  |

### Otros
- Premio Fotogramas de Plata Mejor Actor de Teatro 2025, por Luces de Bohemia. [8]
- Premio Cygnus 2025 Encuentro de cine Solidario y de Valores al Mejor Actor de Series por La sombra de la Tierra.
- Premio "Pilar de Honor 2016" en el I Festival Internacional de Cortometrajes de Pilar de la Horadada. www.cortopilar.com
- Premio Villa de Madrid 2008 de Interpretación dramática para actores de teatro Ricardo Calvo por Mujeres soñaron caballos y en reconocimiento a su trayectoria profesional.
- Premio Medina del Campo 2011 por Meine Leibe.
- Premio Mejor Actor 2003 en los festivales de Alfás del Pí, Medina del Campo, Lorca, Antequera, Ponferrada por Palos de Ciego Amor, de Miguel del Arco.
- Premio mejor Actor 2003 por Flores en el Festival de Aguilar de Campo y Astorga.
- Premio al Mejor actor en el XX Certamen Nacional de Cortos de la Semana del Cine Español de Mula 2013 por Don Enrique de Guzmán[9]
- Premio de interpretación al reparto de Mamá es boba, Festival de Alcalá de Henares, 1997.